# Tanderagee-Idol

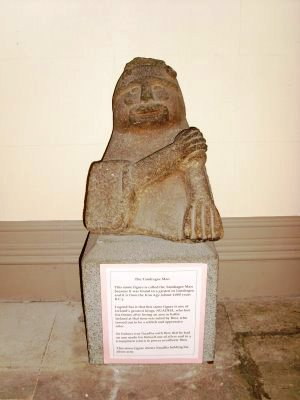
Das Tanderagee-Idol

Das Tanderagee-Idol (auch Tanderagee-Mann genannt) gehört zu den imponierenden Relikten der keltischen Religion in Irland. Tanderagee (irisch Tóin re Gaoith – deutsch „die windabgewandte Seite“) liegt nördlich des Cusher River und nördlich von Newry im County Armagh in Nordirland.

## Beschreibung
Die Statuette ist nur etwa 60 cm hoch. Es ist eine halbfigurine, grob skulptierte Figur. Der Mund ist ein breiter Schlitz mit abgerundeten Enden. Die Lippen sind sehr dick. Die Nase reicht bis zur Oberlippe und zu beiden Seiten der Nase ist ein hochgedrehter Schnurrbart zu erkennen. Ein eng anliegender Kopfputz oder Helm mit dickem Rand bedeckt den Kopf und verdeckt die Brauen der vorstehenden Augen. An der Vorderseite des Kopfputzes befinden sich zwei Vorsprünge, die Hörner sein könnten. Die Figur trägt ein Gewand mit Ärmeln, die nur bis zu den Ellenbogen reichen. Die Ärmel scheinen mit einer Manschette, vielleicht aus Fell, abgesetzt zu sein. Die rechte Hand der Figur erfasst die linke Manschette. Es ist unbekannt, was die Pose des Idols bedeutet oder ob sie irgendeine Bedeutung hat. Das Idol trägt seinen Namen, weil es einige Zeit auf dem Grundstück des Pfarramtes in Tanderagee stand. Seine Vorgeschichte ist nur vage bekannt: Es wurde in einem Moor in der Nähe von Newry gefunden. Wie es in der ersten Hälfte des 20. Jahrhunderts in den Besitz des Reverend McEndoo, Rektor in Tanderagee, kam, ist unbekannt. 
Das Gebiet um den Lough Erne im County Fermanagh ist besonders reich an Idolen, die in der Provinz Ulster in verschiedenen Formen gefunden wurden. Man nimmt an, dass sie aus der irischen Eisenzeit stammen. Eine Sammlung von Steingötzen befindet sich in der St.-Patricks-Kathedrale von Armagh. Die Figuren vom Cathedral Hill bilden eine verwandte Gruppe. Ähnlichkeiten beim Material und im Stil weisen darauf hin, dass sie aus derselben Bildhauerschule stammen, vielleicht sogar die der Arbeit eines einzigen Bildhauers sind.

## Legende
Wie andere Skulpturen ist auch das Tanderagee-Idol mit einer Legende verbunden worden. Es mutet an, dass das Idol eine Darstellung von Nuada oder Núadu Argatlám ['nuaðu 'argadlaːv] (deutsch „Nuadu mit der Silberhand“), einem von Irlands mythischen Königen darstellt, der seinen Thron verlor, nachdem er im Kampf seinen Arm verloren hatte. Danach wurde Irland von Bress regiert, der sich als selbstsüchtig und unterdrückend erwies. Nuada war so wütend auf Bress, dass er sich einen Arm aus Silber machen ließ und bei seiner triumphalen Rückkehr an die Macht Bress besiegte. Die Statuette soll eine Darstellung von Nuadha sein, der seinen silbernen Arm hält.